# Stoetze
Stoetze település Németországban, azon belül Alsó-Szászország tartományban. Lakosainak száma 610 fő (2023. december 31.).

## Népesség
A település népességének változása:
| Lakosok száma | 592  | 583  | 591  | 569  | 584  | 610  |
|               | 2016 | 2017 | 2019 | 2021 | 2022 | 2023 |